# Kaple svatého Václava (Mnichovský Týnec)
Kaple sv. Václava v Mnichovském Týnci je menší sakrální stavbou uprostřed obce na návsi stojící na místě původní kaple postavené v roce 1714. Duchovní správou přináleží do Římskokatolické farnosti Chožov. Kaple je v majetku obce.

## Popis
Jedná se o pseudogotickou stavbu ze druhé poloviny 19. století postavenou na starších barokních základech. Kaple je jednolodní, obdélná. Má trojboký závěr a vížku na střeše. Vnitřek kaple je kryt rákosovým stropem. Kruchta uvnitř kaple je dřevěná. Nad presbytářem je hrotitý triumfální oblouk a okna jsou také hrotitá. V presbytáři se nachází pseudogotický oltář. Do vybavení kaple patří barokní soška sv. Václava pocházející z původní starší barokní kaple z roku 1714. Ve druhé dekádě 21. století novogotické vybavení kaple zčásti chybí, neboť bylo umístěno do depozitáře a interiér je devastován.